# Minnivola
Minnivola is een geslacht van tweekleppigen uit de  familie van de Pectinidae (mantelschelpen). 

## Soort
- Minnivola pyxidata (Born, 1778)